# Vincent Clerc
Vincent Clerc (ur. 7 maja 1981 w Échirolles) – francuski rugbysta, występujący na pozycji skrzydłowego w zespole Stade Toulousain oraz we francuskiej drużynie narodowej.

## Kariera reprezentacyjna

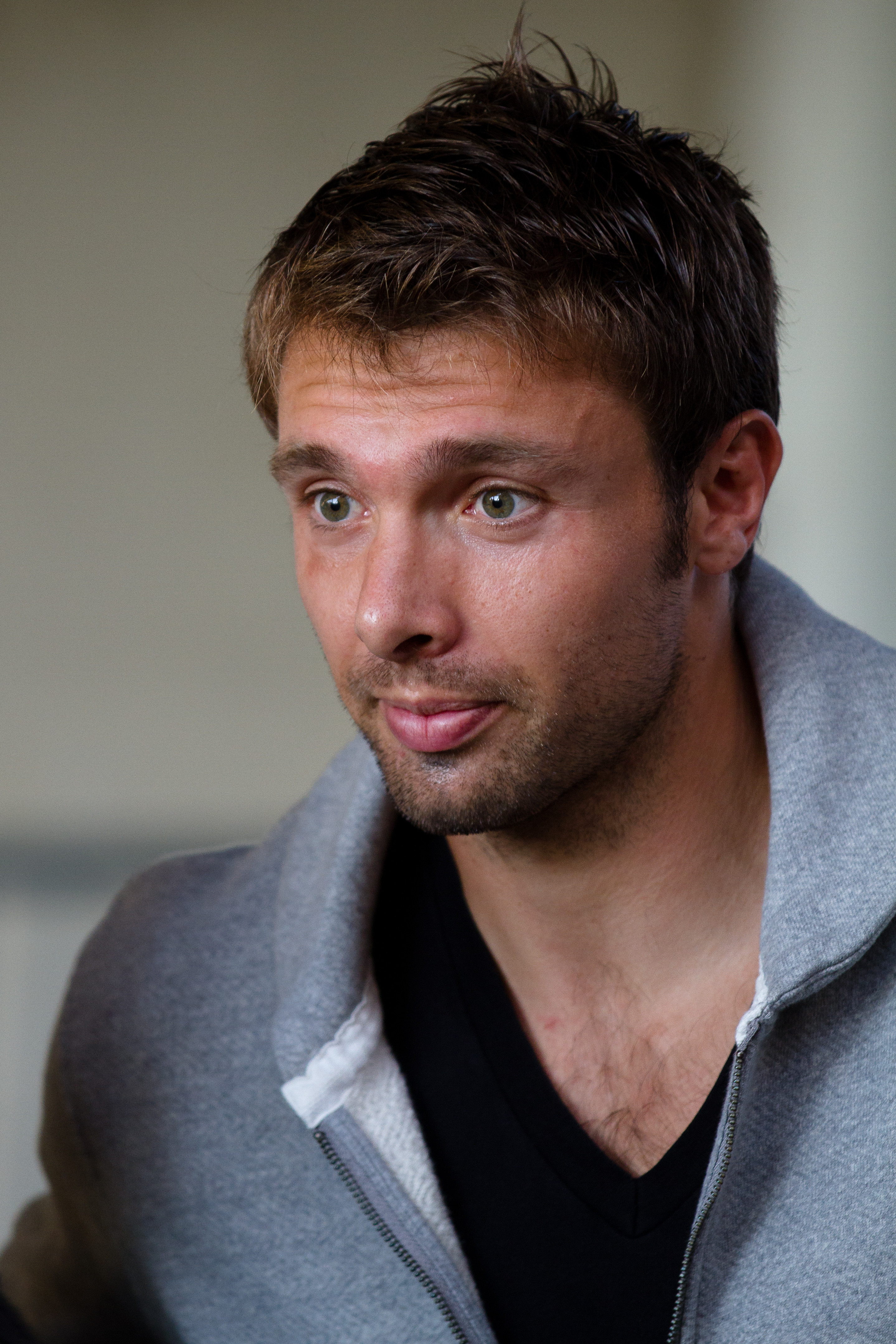
Vincent Clerc

W drużynie Francji U-21 uczestniczył w mistrzostwach świata w 2002.
W drużynie narodowej debiutował 9 listopada 2002 w meczu testowym z RPA w Marsylii. Zdobył wówczas swoje pierwsze reprezentacyjne przyłożenie. Uczestniczył w Pucharze Świata w roku 2007 (4. miejsce) i 2011 (2. miejsce). W całym turnieju w 2011, razem z Chrisem Ashtonem, zdobył najwięcej przyłożeń – 6.
Puchar Sześciu Narodów zdobywał w latach: 2004, 2007 i 2010.

## Kariera klubowa
W barwach Stade Toulousain zdobywał mistrzostwo Francji w latach: 2008 i 2011 (wicemistrzostwo w latach 2003 i 2006). Na arenie międzynarodowej zwyciężał w Pucharze Heinekena w latach: 2003, 2005 oraz 2010 a w latach 2004 i 2008 dochodził do finału.